# Winchelsea
Winchelsea es una población situada en Sussex Oriental, conocida por ser la aldea más pequeña de Inglaterra.
Durante la guerra de los Cien Años, en agosto de 1350, se libró frente a sus costas la llamada batalla de Winchelsea o de Les Espagnols sur Mer y diez años después, en marzo de 1360, fue objeto de una incursión protagonizada por marinos normandos, de pequeña envergadura pero suficiente para asustar a los ingleses —por su proximidad a Hastings— quienes reclamaron la presencia de Eduardo III, que en aquel momento luchaba en el interior de Francia en una de sus devastadoras cabalgadas («chevauchée»).